# Horst Fischer (Politiker)
Horst Fischer (* 11. Dezember 1935 in Alt Meteln) ist ein deutscher Ingenieur und ehemaliger Politiker und Funktionär der DDR-Blockpartei NDPD. 
Fischer nahm nach dem Schulbesuch eine Ausbildung zum Schmiedemeister und später zum Ingenieur für Landtechnik auf. Als solcher wurde er Technischer Leiter in der LPG (P) „Vorwärts“ in Lübstorf (Kreis Schwerin-Land). Fischer trat der 1948 in der Sowjetischen Besatzungszone neugegründeten NDPD bei. Von 1967 bis 1990 war er Mitglied der NDPD-Fraktion in der Volkskammer der DDR.